# Jonesport (Maine)
Jonesport es un pueblo ubicado en el condado de Washington en el estado estadounidense de Maine. En el Censo de 2010 tenía una población de 1.370 habitantes y una densidad poblacional de 5,27 personas por km².

## Geografía
Jonesport se encuentra ubicado en las coordenadas 44°33′39″N 67°28′56″O / 44.56083, -67.48222. Según la Oficina del Censo de los Estados Unidos, Jonesport tiene una superficie total de 259.91 km², de la cual 73.85 km² corresponden a tierra firme y (71.59%) 186.06 km² es agua.

## Demografía
Según el censo de 2010, había 1.370 personas residiendo en Jonesport. La densidad de población era de 5,27 hab./km². De los 1.370 habitantes, Jonesport estaba compuesto por el 98.1% blancos, el 0.15% eran afroamericanos, el 0.66% eran amerindios, el 0.07% eran asiáticos, el 0% eran isleños del Pacífico, el 0.07% eran de otras razas y el 0.95% pertenecían a dos o más razas. Del total de la población el 1.31% eran hispanos o latinos de cualquier raza.